# Schloss Biebrich
Schloss Biebrich er et slot i Biebrich (bydel af Wiesbaden) i Hessen. Det blev anlagt som et slot i 1702 og har bl.a. historisk betydning som den første residens for fyrsterne af Nassau.

## Eksterne kilder og henvisninger
- Wikimedia Commons har flere filer relateret til Schloss Biebrich
- Das Biebricher Schloss

50°2′15″N 8°14′3″Ø / 50.03750°N 8.23417°Ø